# کوه‌های سیاه
کوه‌های سیاه (به انگلیسی: Black Mountains) یک رشته‌کوه در ایالات متحده آمریکا است که در کارولینای شمالی واقع شده‌است. کوه‌های سیاه ۲٬۰۳۷٫۳۱ متر بالاتر از سطح دریا واقع شده‌است.